# Мавлянов, Абдуразак
Абдуразак Мавлянович Мавлянов (узб. Abdurazzoq Mavlonov; 1908 — 13 марта 1975) — советский узбекский государственный и партийный деятель. Председатель Совета министров Узбекской ССР (1950—1951).

## Биография
Член ВКП(б) с 1929 г.
- 1938—1939 гг. — секретарь Ташкентского городского комитета КП(б) Узбекистана, второй секретарь Самаркандского областного комитета КП(б) Узбекистана,
- 1939—1941 гг. — первый секретарь Бухарского областного комитета КП(б) Узбекистана,
- 1941—1942 гг. — секретарь ЦК КП(б) Узбекистана по пропаганде и агитации
- 1942—1946 гг. — первый секретарь Ташкентского областного комитета КП(б) Узбекистана,
- 1946—1949 гг. — первый секретарь Андижанского областного комитета КП(б) Узбекистана,
- 1949—1950 гг. — секретарь ЦК КП(б) Узбекистана,
- 1949—1950 гг. — председатель Верховного Совета Узбекской ССР
- 1950—1951 гг. — председатель Совета Министров Узбекской ССР.

Депутат Верховного Совета СССР 2-3 созыва.